# Gornje Postinje
Gornje Postinje falu Muć községben Horvátországban Split-Dalmácia megyében. 

## Fekvése
Split központjától légvonalban 21, közúton 36 km-re északra, községközpontjától 3 km-re északnyugatra, a Dalmát Zagora központi részén, a Moseć hegység lábánál, annak legmagasabb csúcsa a Movran alatt, az 56-os számú főút mentén fekszik. Központi része a Postinjsko polje területén található. Településrészei: Vulići, Šimičići, Potkraj, Borovača, Brig, Perići és Fazanerija.

## Története
A középkorban területe a zminai plébániához tartozott. 1538-ban a szomszédos Neorić várának elestével török uralom alá került. A 17. század végén a ferencesek Boszniából és Hercegovinából érkezett katolikusokkal telepítették be. A 18. században már az ogorjei plébániához tartozott. 1797-ben a Velencei Köztársaság megszűnésével a település a Habsburg Birodalom része lett. 1806-ban Napóleon csapatai foglalták el és 1813-ig francia uralom alatt állt. Napóleon bukása után ismét Habsburg uralom következett, mely az első világháború végéig tartott. A falunak 1857-ben 206, 1910-ben 237 lakosa volt. Az I. világháború után rövid ideig az Olasz Királyság, ezután a Szerb-Horvát-Szlovén Királyság, majd Jugoszlávia része lett. A második világháború idején olasz csapatok szállták meg. A háború után a település a szocialista Jugoszlávia része lett. 1991-től a független Horvátországhoz tartozik. Lakossága 2011-ben 135 fő volt, akik az ogorjei plébániához tartoztak. A település minden része vízvezetékkel van ellátva, kiterjedt aszfaltozott úthálózattal és internet eléréssel rendelkezik. 

## Lakosság
| Lakosság változása | Lakosság változása | Lakosság változása | Lakosság változása | Lakosság változása | Lakosság változása | Lakosság változása | Lakosság változása | Lakosság változása | Lakosság változása | Lakosság változása | Lakosság változása | Lakosság változása | Lakosság változása | Lakosság változása | Lakosság változása |
| ------------------ | ------------------ | ------------------ | ------------------ | ------------------ | ------------------ | ------------------ | ------------------ | ------------------ | ------------------ | ------------------ | ------------------ | ------------------ | ------------------ | ------------------ | ------------------ |
| 1857               | 1869               | 1880               | 1890               | 1900               | 1910               | 1921               | 1931               | 1948               | 1953               | 1961               | 1971               | 1981               | 1991               | 2001               | 2011               |
| 206                | 205                | 188                | 197                | 217                | 237                | 259                | 206                | 250                | 256                | 220                | 203                | 172                | 139                | 138                | 135                |